# Day After Day

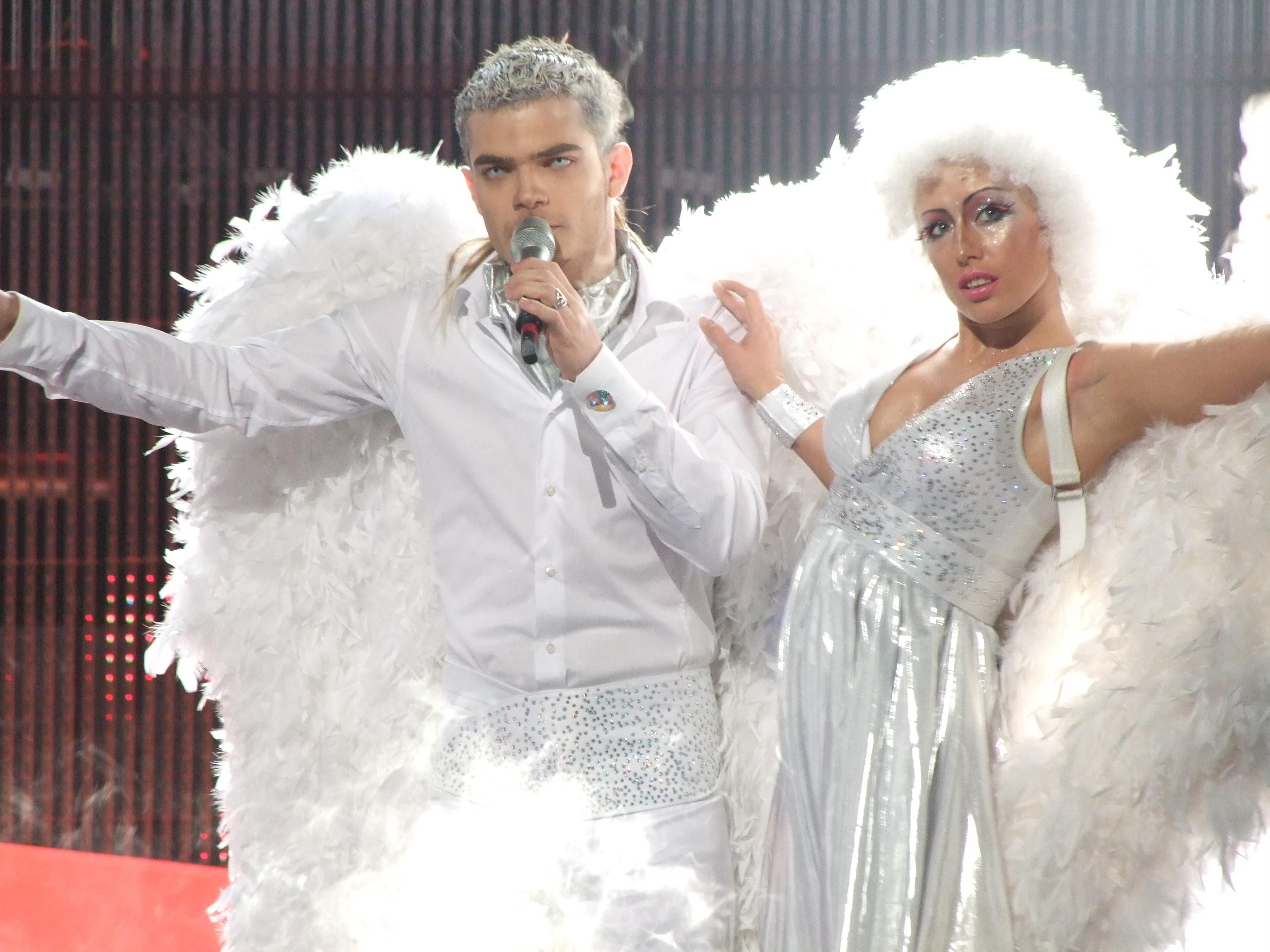
Эльнур в образе ангела

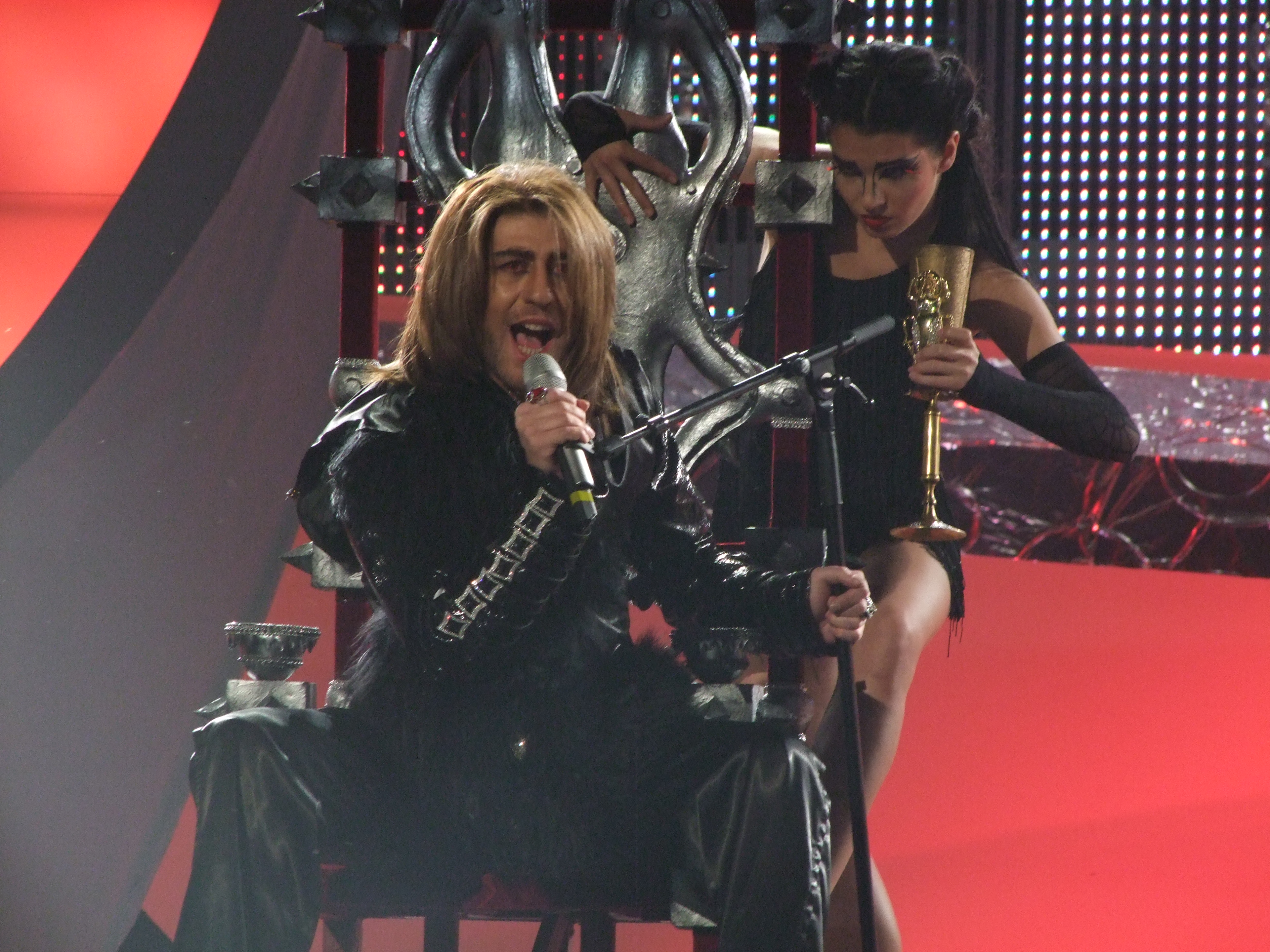
Самир в образе дьявола

Day After Day (перевод с англ. — «День за днём») — песня, с которой 20 мая 2008 года Эльнур и Самир представили Азербайджан на международном конкурсе песен «Евровидение-2008». Авторы песни: Говхар Гасанзаде (музыка) и Захра Бадалбейли (слова) Яшар Бахыш (аранжировка) Самир Асадов (звукорежиссер). Песня заняла восьмое место с 132 баллами в финале, а в первом полуфинале конкурса — шестое место с 96 баллами.
Песня сочетает некоторые элементы классической оперы, рок-музыки и азербайджанского мугама, а сам текст посвящён борьбе добра и зла в сердце человека. По этому поводу Эльнур и Самир сказали следующее:

Самая глобальная проблема в настоящее время — это война. Все зло на Земле исходит от Дьявола. Дьявол, как мы знаем, это падший ангел, который был изгнан из Рая. Однако он может снова стать Ангелом, и это будет символизировать победу добра над злом. И мы надеемся, что очень скоро на нашей Земле все так и будет!